# Kalonowo
Kalonowo (ros. Калёново) – wieś w Rosji, w Buriacji, w rejonie iwołgińskim. W 2021 liczyła 870 mieszkańców.